# 필동
필동(筆洞)은 서울특별시 중구의 행정동, 법정동이다.

## 개요
필동의 동명 유래는 조선시대 이 마을에 남부의 부사무소(部事務所)가 있어 ‘부동’(部洞)으로 부르다 와전되어 ‘붓골’로 바뀌었고, 이 ‘붓골’을 한자로 표기해 ‘필동’이 되었다. 조선 초기 한성부 남부 성명방, 낙선방, 훈도방 지역에 속했으며, 일제때 ‘정회’를 설치할 때 대화정(大和町)1정목회, 대화정 2·3정목회가 설치되었고, 광복 후 1946년 10월 필동1가동회와 필동 2 ·3가동회로 바뀌어 필동 1,2,3가 지역의 행정을 담당하였다.

## 연혁
- 1394년 10월 25일 한성천도 이후 한성5부의 하나인 남부가 소재하던 부골로 전래
- 1914년 3월 13일 일제에 의하여 동명을 대회정으로 개칭
- 1946년 10월 1일 옛동명인 붓골을 한자로 적어 필동(筆洞)으로 개칭
- 1955년 4월 18일 필동1가는 남학동, 주자동, 예장동, 충무로3가 지역과 함께 남산골의 이름을 따서 신설된 남곡동사무소의 관할로, 필동2가는 필동3가와 함께 동산골의 이름에서 따온 동원동의 관할이 되었다.[2]
- 1975년 10월 1일 필동1가, 필동2가, 필동3가, 주자동,  예장동을 통합하여 행정동 필동을 신설[3]
- 1977년 9월 1일 을지로3가동에 속해있던 충무로3가를 필동으로 편입[4]
- 1985년 9월 1일 장충동2가 192번지 일부를 필동으로 편입[5]
- 1992년 1월 1일 충무로4가 116,125번지를 필동으로 편입하여 9개 법정동으로 구성(필동 1,2,3가동, 주자동,남학동, 예장동, 충무로3가동, 장충동2가 일부, 충무로4가 일부)[6]

## 법정동
- 필동1가
- 필동2가
- 필동3가
- 충무로3가
- 주자동
- 남학동
- 예장동
- 묵정동

## 명소
- 영화인의 거리 (충무로3가)

대원빌딩 앞에서 충무로3가 극동빌딩 앞 도로와 중부서 앞으로 통하는 작은 도로는 ‘영화인의 거리’, ‘낭만의 거리’로 유명하다. 본래는 영화인들이 충무로2가를 중심으로 활동하다가 한국전쟁 이후 1951년부터 충무로3가 지역으로 진출, 현재에 이르고 있다. 이 지역을 ‘영화인의 거리’로 부르게 된 것은 충무로 인접지 건물에 명화와 관련한 작가, 감독,배우, 촬영, 조명, 기술, 영화인협회 사무실 및 관련 인쇄소 등이 집중되어 있고, 이에 따라 영화에 종사하는 많은 연예인들이 이 지역을 중심으로 활동하고 있기 때문이다.
- 동국대학교 박물관
- 서울애니메이션 센터
- 대한극장
- 남산골 한옥마을

## 교육
- 동국대학교

## 언론
- 매일경제 / MBN

## 교통

### 버스
- 간선버스 104, 105, 140, 421, 463, 507, 604번
- 순환버스 02, 05번

### 철도
- 명동역
- 충무로역

### 도로
- 필동로

## 같이 보기
- 대한민국의 행정 구역